# Lâm Lộ Địch
Lâm Lộ Địch (tiếng Trung: 林路迪; bính âm: Lín Lùdí, sinh ngày 11 tháng 11 năm 1987) là nam diễn viên, người mẫu người Canada. Anh được biết tới qua một số vai diễn như Zack Taylor trong phần phim làm lại của Power Rangers năm 2017, chiến binh Murk trong Aquaman (2018) và Lance trong tập Striking Vipers của sê-ri Black Mirror (Netflix). Năm 2021, anh vào vai Liu Kang trong phim điện ảnh Mortal Kombat.

## Thời thơ ấu
Anh sinh ra ở Phúc Châu, Trung Quốc. Ba tuổi, anh chuyển tới Hồng Kông, lên chín tuổi, anh đi học ở Sydney, Úc và giành phần lớn thời niên thiếu ở đây. Năm 17 tuổi, anh chuyển tới thành phố Vancouver, Canada. Tại đây anh theo học Đại học British Columbia, tốt nghiệp với hai bằng Dinh dưỡng học và Sân khấu kịch. Ngoài ra, anh cũng theo học khóa diễn xuất ở Los Angeles.

## Đời tư
Lâm Lộ Địch thành thạo tiếng Anh, Trung và Quảng Châu.
Năm 2016, nam diễn viên bắt đầu ăn chay, anh hiện sinh sống ở Vancouver và Bắc Kinh.

## Danh sách phim

### Điện ảnh
| Năm  | Tên                  | Vai                      | Ct        |
| ---- | -------------------- | ------------------------ | --------- |
| 2011 | The Intruders        | Grant                    | Phim ngắn |
| 2012 | The Shannon Entropy  | Holt                     | Phim ngắn |
| 2012 | Loners               | Loner                    | Phim ngắn |
| 2012 | Stasis               | Jake                     | Phim ngắn |
| 2014 | Monster Hunt         | Wind Monster Hunter      |           |
| 2017 | Power Rangers        | Zack Taylor/Black Ranger |           |
| 2018 | Aquaman              | Murk                     |           |
| 2019 | In a New York Minute | David Qiao               |           |
| 2020 | Son of the South     | Derek Ang                |           |
| 2021 | Mortal Kombat        | Liu Kang                 |           |